# 银本位
銀本位是金融貨幣制度，是以某一固定重量的銀幣或銀塊作為經濟單位標準的。歐洲從拜占庭帝國滅亡（15世紀中葉）開始直至19世紀，都是使用銀本位制度。 16世紀在南美洲西班牙帝國殖民地（今玻利維亞）發現波托西銀礦，西班牙大量鑄造銀幣，稱為比索（Peso），因為一比索等於八個皇冠幣的價值，又稱八片幣（Pieces of eight）。自此銀幣成為這四百年間國際貿易通用的貨幣。
中國自漢代開始製造不少銀器和銀錠，但作為流通貨幣是由宋朝開始，在元朝時流行元寶，明朝時因為和西班牙、葡萄牙貿易，銀幣大量流通，亦使中國成為使用銀本位的國家。
1704年開始，英國殖民地西印度群島及同時期的西班牙殖民地亦開始鑄造及使用金幣。1717年，當時任職英國皇家鑄幣局總監的艾薩克·牛頓制定金、銀和當時英國錢幣（mint）的兌換比率，令英國實際上以黃金作為貨幣標準。拿破崙戰爭以後，英國開始鑄造金幣並於1821年正式確定使用金本位。同時期中美洲及南美洲各西班牙殖民地發生革命，令銀的供應大減，於是英國的金本位制度逐漸取代銀本位，先傳至澳洲及其大洋州殖民地、南非，1853年加拿大及紐芬蘭自治領引入金本位，1873年德意志帝國開始鑄造馬克金幣，同年美國仍實質上採用金本位，之後的35年各國逐漸轉用金本位，除了中國及香港及威海衞繼續使用銀本位直至1935年才放棄使用。

## 中國
銀錠的使用可以遠溯到漢代（西元前206年-西元220年），民眾的日常交易更通用銅錢。直至宋代（西元960年-1280年）之前，銀兩主要是一種累積財富的貴金屬，並不具有貨幣職能。唐代一兩銀大約等於一貫錢，即一千文錢的價值。自宋代開始，銅錢是日常最流通的貨幣，但銀錠亦用於大額交易，北宋初年，一兩銀等於一貫錢，即約七百七十文錢的價值，到了南宋末年，一兩銀等於三貫錢的價值。1024年開始，宋朝開始發行銀票，可以在錢莊兌換銀兩，是人類歷史上第一個使用紙幣的國家。宋朝和遼朝簽訂澶淵之盟後，宋每年向遼予100,000兩銀及200,000匹絹，這是歷史首次出現大量銀的輸送。宋朝的錢莊亦稱為銀行，而售賣銀器珠寶的商鋪則稱為銀樓，可見白銀的重要性。
在元代（西元1279年一1368年），銀錠被制成像船或鞋的形狀，稱為「元寶」，字面意思為「元朝的寶物」。這種銀錠的造型就成了日後幾個世紀的固定形狀。明代（西元1368年-1644年）初期通行紙幣「大明寶鈔」，禁用白銀，但因為通貨膨漲急劇，在明英宗正統元年（西元1436年），國家頒布官方命令，稅收一律以銀繳納，如此就等於開放民眾使用金銀(雖然紙幣一直流通直至1573年)。萬曆九年（西元1581年）內閣首輔張居正推廣一條鞭法，將以前的田賦和丁役統一，並且可以用白銀代替徭役納稅，大大簡化了稅制並增加了稅收。而稅制改革能成功推行，是因為當時沿海對外貿易，中國主要輸出陶瓷、茶葉和絲綢，導致大量白銀流入中國。這其中主要是西班牙在中南美洲殖民地掠奪的白銀，經越洋航海貿易由西班牙統治的呂宋（今菲律賓）、以及葡萄牙統治的澳門輸入。但以稅收方式收回的銀幣和碎銀，要經過熔解再鑄造成統一規格的銀錠作為庫存，過程之中會有所消耗，而官員亦藉此貪污。到了清朝初年，火耗更實際上變成主要的附加稅，雍正帝將火耗列入監管，是為火耗歸公，由公家統一支配火耗所得給官吏，成為俸祿之外特許的補助金，是為養廉銀。
從明代晚期至清代（西元1644年一1912年），白銀在對外貿易中一直被大量使用。由清中葉始，華南沿海經常和西方貿易，因洋幣有固定規格，成色穩定，易於點算，故此比銀兩更流通。清代各種外國銀幣皆為流行，首先是俗稱「本洋」或「佛頭銀」的西班牙銀元，墨西哥脫離西班牙後，墨西哥鷹洋在中國沿海最為通行，又稱銀圓或大洋。但當時大多數和外國簽署的條約，皆以銀兩結算，除了南京條約是以銀幣結算。而清代因白銀供應大增而大幅貶值，同時國人以白銀大量購買英國輸入的鴉片，加上割地賠款，清朝的白銀以輸出為多。香港自英國統治以來除了通行英國貨幣，亦流行墨西哥鷹洋，在西元1862年則開始鑄造港元，以銀本位作為基礎。光緒十五年（西元1889年），廣東亦開始自行鑄造現代銀幣，每枚銀幣和西班牙比索等價。宣統元年清政府依然發行舊式銅錢宣統元寶，宣統二年（西元1910年）才宣告《幣制則例》，規定以銀幣「圓」（簡寫作「元」）作為基本貨幣單位，每圓等於十角，或一百分，而每枚銀幣相當於 0.72 兩（或者七錢二分） 90% 純度的白銀。輔幣有銀、鎳、銅幣，面值為五角、二角五分和一角，於宣統二年試制一套。宣統三年（西元1911年）天津造幣總廠鑄的大清銀幣才正式流通。
民國三年(西元1914年)，中華民國大總統袁世凱北洋政府重新發行銀幣，每枚銀幣的價值相等於大清銀幣。民國17年(西元1928年)國民黨北伐後大致上統一全國，新鑄造的銀幣除了採用孫中山頭像，重量成色規格一樣。民國22年(西元1933年)，國民政府再次宣布「圓」為法定單位，但放棄了以銀兩為兌換標准，使用公制以一圓相當於26.6971克88%純度的白銀。同時期西方各國都實行金本位，法定貨幣可以兌換黃金的固定價值。因為金本位的固定匯率，當美國發生大蕭條時，很快就蔓延到西方各國，最終逼使各國接二連三地放棄固定匯率的金本位制度。而當時中國未受波及，有學者認為是因為中國採用銀本位。
西元1934年美國通過購買白銀的法案，令銀幣的需求激增，銀價急升。西元1935年，中國四大國有銀行頒布法律通告，正式放棄銀本位，香港亦立即跟隨中國。中國和香港是最後放棄銀本位的地區。香港的銀行開始保留黃金儲備，同時和英鎊掛鈎，訂下每16港幣等於1英鎊的匯率（1港幣等於1先令3便士）。1972年港幣和英鎊脫鈎，1983年制定聯系匯率，和美元掛鈎。
中華人民共和國成立前一年，中國銀行開始發行人民幣，而人民幣在初期並未在國際上流通，間接透過港幣市場和外國貿易。人民幣的價值曾以單一匯率制度和雙重匯率制度與美元掛鈎，2005年開始人民幣匯率改為參考一籃子貨幣。